# Kidneythieves
키드니시브스(Kidneythieves)는 미국의 인더스트리얼 록 밴드이다. 보컬 파트의 프리 도밍구즈(Free Dominguez)와 기타/엔지니어링 파트의 브루스 소머스(Bruce Somers)가 현재 구성원이다.

## 역사
1998년, 첫 번째 싱글 "S+M (A Love Song)"과 앨범 "Trickster"를 발매한다. 커버 곡 "Crazy"로 영화 《처키의 신부》의 OST에 참가한다.
뒤이어 2001년에는 리믹스 EP 앨범 "Phi in the Sky"와 두 번째 앨범 "Zerospace"를 발매한다.
2002년에 두 번째 앨범의 타이틀 곡 "Zerospace"가 싱글로 발매되고, 수록곡 "Before I'm Dead"로 영화 《퀸 오브 뱀파이어》의 OST에 참가한다.
2003년, 첫 번째 앨범 "Trickster"의 리마스터링 버전 "Trickstereprocess"를 발매한다. 해당 버전에는 보너스 트랙 5개와 DVD 1장이 추가되었다.
리마스터링 앨범 발매 후, 프리 도밍구즈는 솔로 프로젝트를 시작하고 브루스 소머스는 ShockNina라는 밴드를 결성한다.
이 공백기를 거치고 2010년이 되어 세 번째 앨범 "Trypt0fanatic" 그리고 2011년에 EP 앨범 "The Invisible Plan"을 발매한다. (각각 예약 구매 한정 보너스 트랙이 있다.)

## 음반

### 정규 음반
- Trickster (1998년)
- Zerospace (2001년)
- Live in Chicago (2002년)
- Trickstereprocess (2003년)
- Trypt0fanatic (2010년)

### EP 음반
- Phi in the Sky (2001년)
- The Invisible Plan (2010년)

### 싱글 음반
- S+M (A Love Song) (1998년)
- Spank (2001년)
- Zerospace (2002년)
- Freeky People (2010년)